# Valenti Gonzaga
I Valenti furono un'antica e nobile famiglia mantovana di origini longobarde che si trasferì a Mantova già nel XIV secolo.
Nel 1518 il marchese di Mantova Francesco II Gonzaga, per i servigi resi, concesse alla famiglia il privilegio di accompagnare al loro cognome quello dei Gonzaga, sicché d'allora in poi la famiglia si chiamò Valenti Gonzaga.
L'ultima rappresentante della casata, Teresa, sposò il conte Francesco Arrivabene (1787-1881) a cui passò titoli ed armi della propria famiglia a patto che questi aggiungesse al proprio il cognome della casata della sposa, dando così origine agli Arrivabene-Valenti Gonzaga.

## Storia e personalità illustri

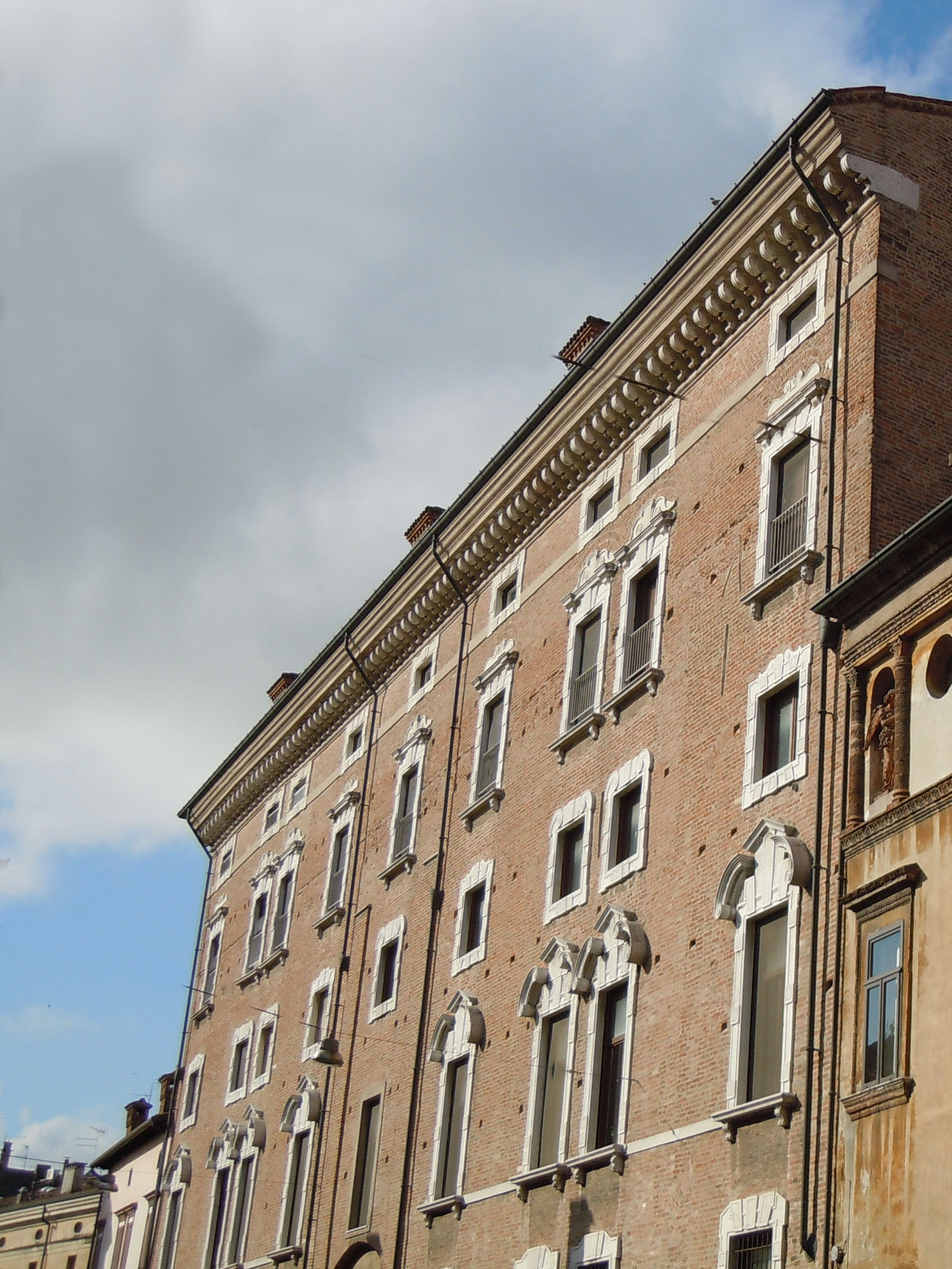
Mantova, Palazzo Valenti Gonzaga

I membri più illustri della famiglia furono:
- Valente Valenti (XV secolo), cavaliere al servizio dei Gonzaga;
- Carlo Francesco Valenti Gonzaga (XVII secolo), marchese; Ministro di Stato del duca Ferdinando Carlo Gonzaga[2];
- Odoardo Valenti Gonzaga (XVII secolo), ambasciatore del duca Carlo II presso la Repubblica di Venezia e cavaliere dell'Ordine del Redentore;
- Silvio Valenti Gonzaga (1690-1756), cardinale Segretario di Stato e collezionista di opere d'arte;
- Lucrezia Valenti Gonzaga (1720-1775), nipote del cardinale Silvio, che sposò Bonaventura Guerrieri Gonzaga, ufficiale dell'esercito imperiale;
- Luigi Valenti Gonzaga (1725-1808), cardinale;
- Teresa Valenti Gonzaga (1793-1871), sposando il conte Francesco Arrivabene, diede origine alla famiglia Arrivabene Valenti Gonzaga.

## Possedimenti
- Palazzo Valenti Gonzaga, in via Pietro Frattini (ex contrada del Cervo) a Mantova, edificio del XVI secolo trasformato da Frans Geffels nel 1670 in stile barocco;
- Casa Menozzi, in via Pietro Frattini 5 a Mantova.

## Albero genealogico
|                                                    |                                                    |                                                                     |                                                                                         |                                                                           |                                                                         |                                         |
|                                                    |                                                    |                                                                     | Valente fl. XV secolo Barbara Tartelli                                                  |                                                                           |                                                                         |                                         |
|                                                    |                                                    |                                                                     |                                                                                         |                                                                           |                                                                         |                                         |
|                                                    |                                                    |                                                                     |                                                                                         |                                                                           |                                                                         |                                         |
|                                                    |                                                    |                                                                     | Simone †1500 ?                                                                          |                                                                           |                                                                         |                                         |
|                                                    |                                                    |                                                                     |                                                                                         |                                                                           |                                                                         |                                         |
|                                                    |                                                    |                                                                     |                                                                                         |                                                                           |                                                                         |                                         |
|                                                    |                                                    |                                                                     | Valente †1531 Violante Gambara VALENTI GONZAGA                                          |                                                                           |                                                                         |                                         |
|                                                    |                                                    |                                                                     |                                                                                         |                                                                           |                                                                         |                                         |
|                                                    |                                                    |                                                                     |                                                                                         |                                                                           |                                                                         |                                         |
|                                                    |                                                    |                                                                     | Valentino †1584 Giulia Simoncelli                                                       |                                                                           |                                                                         |                                         |
|                                                    |                                                    |                                                                     |                                                                                         |                                                                           |                                                                         |                                         |
|                                                    |                                                    |                                                                     |                                                                                         |                                                                           |                                                                         |                                         |
|                                                    |                                                    |                                                                     | Ottavio *1579 †1630 Elisabetta Gonzaga                                                  |                                                                           |                                                                         |                                         |
|                                                    |                                                    |                                                                     |                                                                                         |                                                                           |                                                                         |                                         |
|                                                    |                                                    |                                                                     |                                                                                         |                                                                           |                                                                         |                                         |
|                                                    |                                                    |                                                                     | Odoardo, I marchese di Montilio *1620 †1677 Laura Castelbarco                           |                                                                           |                                                                         |                                         |
|                                                    |                                                    |                                                                     |                                                                                         |                                                                           |                                                                         |                                         |
|                                                    |                                                    |                                                                     |                                                                                         |                                                                           |                                                                         |                                         |
|                                                    |                                                    |                                                                     | Carlo Francesco, II marchese di Montilio *1649 †1699 Barbara Andreasi, marchesa di Rolo |                                                                           |                                                                         |                                         |
|                                                    |                                                    |                                                                     |                                                                                         |                                                                           |                                                                         |                                         |
|                                                    |                                                    |                                                                     |                                                                                         |                                                                           |                                                                         |                                         |
|                                                    |                                                    | Odoardo, III marchese di Montilio *1682 †1743 Francesca Castelbarco | Odoardo, III marchese di Montilio *1682 †1743 Francesca Castelbarco                     | Silvio *1690 †1756 cardinale                                              | Silvio *1690 †1756 cardinale                                            |                                         |
|                                                    |                                                    |                                                                     |                                                                                         |                                                                           |                                                                         |                                         |
|                                                    |                                                    |                                                                     |                                                                                         |                                                                           |                                                                         |                                         |
| Lucrezia *1720 †1775 Bonaventura Guerrieri Gonzaga | Lucrezia *1720 †1775 Bonaventura Guerrieri Gonzaga | Luigi *1725 †1808 cardinale                                         | Luigi *1725 †1808 cardinale                                                             | Antonio, IV marchese di Montilio *1732 †? Giuseppa della Torre e Tassis   | Antonio, IV marchese di Montilio *1732 †? Giuseppa della Torre e Tassis |                                         |
|                                                    |                                                    |                                                                     |                                                                                         |                                                                           |                                                                         |                                         |
|                                                    |                                                    |                                                                     |                                                                                         |                                                                           |                                                                         |                                         |
|                                                    |                                                    |                                                                     | Odoardo, V marchese di Montilio *1785 †1863 Teresa Anguissola senza eredi               | Odoardo, V marchese di Montilio *1785 †1863 Teresa Anguissola senza eredi | Teresa *1793 †1871 Francesco Arrivabene                                 | Teresa *1793 †1871 Francesco Arrivabene |
|                                                    |                                                    |                                                                     |                                                                                         |                                                                           |                                                                         |                                         |
|                                                    |                                                    |                                                                     |                                                                                         |                                                                           |                                                                         |                                         |
|                                                    |                                                    |                                                                     |                                                                                         |                                                                           | · Arrivabene Valenti Gonzaga                                            |                                         |